# Theater Aan Zee
Theater Aan Zee is een meerdaags theater- en muziekfestival in de Belgische badstad Oostende. Het festival vindt jaarlijks plaats rond eind juli-begin augustus.

## Geschiedenis
Uit een impuls van de stad Oostende en toenmalig docent aan het Rits Marc Lybaert ontstond een zomers theaterfestival. De eerste jaren lag de nadruk vooral op jong talent en straattheater. Het festival had al van in het begin eigenaardige, ietwat revolterende trekjes. Maar net dit heeft ervoor gezorgd dat kwaliteit gewaarborgd werd en het festival gaandeweg kon groeien.
Door de jaren heen werden concours voor jong theater en performing arts ingericht. In 2001 werd TarTarT vzw opgericht om de organisatie van het festival op zich te nemen, nadat het festival in die mate gegroeid was dat het niet meer paste binnen het kader van de toeristische dienst van de Stad Oostende.
In 2005 deed een zogenaamde centrale gast zijn intrede. Het programma werd opgesplitst in een TAZ ON en een TAZ OFF sectie. Een jaar later werden er twee centrale gasten aangekondigd, de zogenaamde curatoren, een voor theater en een voor muziek. Vanaf dan is Theater Aan Zee niet louter een zomerfestival. De laureaten krijgen via de "groeten uit Oostende"-tournee de kans op verschillende plaatsen in het Vlaamse land op de planken te staan.
In 2014 won het festival de Vlaamse Cultuurprijs voor Podiumkunsten 2013-2014, een van de Cultuurprijzen Vlaanderen.

## Curatoren

### Curatoren theater
- 2014: Ontroerend Goed
- 2013: De Roovers
- 2012: Braakland/ZheBilding
- 2011: Josse De Pauw
- 2010: Michael De Cock
- 2009: Jan Goossens
- 2008: Arne Sierens
- 2007: Wim Opbrouck
- 2006: Marijke Pinoy
- 2005: Peter Van den Eede
- 2004: Maaike Cafmeyer

### Curatoren muziek
- 2010: Brussels Jazz Orchestra
- 2009: Arno
- 2008: Gabriel Ríos
- 2007: Stijn Meuris
- 2006: Stef Kamil Carlens

## Laureaten

### Laureaten Jong Theater
- 2014
- 2013
  - Lisa Verbelen, Judith de Jode, Benjamin Moen en Sanne Vanderbrugge - BOG
- 2009
  - FC Bergman - De Thuiskomst
  - Arend Pinoy - Taling About Kevin
- 2008
  - Jeroen Vander Ven - Leuchter (2008)
  - Zie!duif - Stockholm (2007)
- 2007
  - De Bühnehasen - De drie Zusters (2007)
  - Lucas De Man - Cassius (2007)
- 2006
  - Liesa Naert - 4.48 Psychosis (2006) - Maatjes (2007)
  - Steffie Van Cauter - Ich bin Alleine (2006) - Die Fliege Fliegt und Stürtz Verrückt (2007)
  - Simon Allemeersch – Marre de boire (2006) - De Bokser en de dood (2007)
- 2005
  - Ramona Verkerk – Warmhouwe (2005) - IchbineinStar (2006)
  - Leen Roels – Le pays promis (2005) – Allez George (2006)
- 2004
  - Miet Warlop – Huilend hert, aangeschoten wild (2004) – Sportband, afgetrainde klanken (2005)
  - Geen Familie – Geen Familie (2004) – Goed slapen is belangrijk (2005)
  - Maarten Westra Hoekzema – Soms schrik ik van mezelf (2004)
- 2003
  - Laura Van Dolron – In the prime of their lives (2003) – Existential Makeover (2005)
  - Lizzy Timmers – Jamila Héé (2003) - Sjaak en Sjaak (2004)
  - Ontroerend Goed – De Porror Trilogie (2003) - The smile of your face (2004) – Exsimplicity (2004)
- 2002
  - Marijs Boulogne – Endless Medication (2002) – Hotel Zero Control (2003)
  - Joost Vandecasteele – Sparta 2010 (2002) – Super Séance (2003)
  - De warme winkel – JaJa Ajah (2002) – Ajah (Als je alles hebt) (2003) – Afgehaakt/afgehakt (2003)
- 2001
  - Joris Vandenbrande – Accident 2001 (2001) – George Total (2004)
  - Jetse Baetelaan – Echte vrouwen joggen in joggingspak (2001) – Boswachten (2003)
  - Ivan Vrambout – Survival of the fittest (2001) – Vive l’Afrique (2002)
- 2000
  - David Geysen en het gezelschap ‘Weg naar Vismijn’ – De Kleine Johannes (2000) – De vrouw van de zee (2001)
  - Hilde De Baerdemaeker en Jetse Van Belle – Wiskiewijf (2000) – De Panda (televisieformat) (2002)
  - Bruno Vanden Broecke en Natali Broods - Kleine Bezetting (2000)
  - Kristien de Proost en Karolien De Beck – De Uitdoofster (2000)
- 1999
  - Nico Sturm
  - De Queeste - Het vermoeden (1999)
  - Veva De Blauwe en Sarah Vertongen – Truth or dare (1999)
- 1998
  - Bronstig Veulen
  - Geert Van Rampelberg – Mooi weer, windstil, wachten (1998) - Ongewoon gewoon (1999)

### Laureaten Jong Muziek
- 2013
  - Contra Contra
- 2009
  - Blackie & The Oohoos
- 2008
  - Nele Needs A Holiday
- 2007
  - Lorkest - Andy en Karolien
  - Jonas Leemans - Wat wij denken
- 2006
  - Aidi
  - N.O.M. (aanmoedigingsprijs)
  - MJ Sandoval (aanmoedigingsprijs)
  - Rianto Del Rue (aanmoedigingsprijs)
- 2005 
  - Wannes Cappelle en Het Zesde Metaal
  - Lora Zenn
- 2004
  - Roy Aernouts en Noppes
  - Mira Bertels – Klein Gevaarlijk Afval
  - Marie Koop – Femme Fractal
- 2003
  - Mira Bertels – Quality time (eervolle vermelding)